# Garage Palace
«Garage Palace» és una cançó de la banda virtual de rock alternatiu Gorillaz amb la col·laboració de la rapera britànica Little Simz, i es va publicar com a senzill de l'edició "super deluxe" de l'àlbum Humanz. És una de les catorze cançons extra que es van incloure en aquesta edició de Humanz, publicada a l'agost del mateix any. Little Simz havia col·laborat en les gires de la banda i també havia cantant en el Demon Dayz Festival.
El videoclip fou una col·laboració entre Gorillaz, el director Noah Harris, Little Simz, i el dissenyador que col·labora habitualment amb ella, McKay Felt. Té un estil que recorda els videojocs clàssic de 8 bits, i mostra a Gorillaz i Sims completant diverses missions i superant molts enemics.
Albarn va estrenar la cançó en directe en el programa de ràdio Zane Lowe's Beats 1, on també va estrenar «Hollywood». A banda del directe, també fou entrevistat i va parlar sobre les diverses col·laboracions que van participar en la producció de Humanz.

## Llista de cançons
| 1. | «Garage Palace» (amb Little Simz) | 2:31 |